# Bruno Schneider (Politiker)

Bruno Schneider

Bruno Emil Albert Schneider (* 17. März 1886 in St. Petersburg; † 30. Oktober 1969 in Starnberg) war ein deutscher Politiker (DNVP).

## Leben und Wirken

### Herkunft und frühe Jahre
Schneider wurde als eines von acht Kindern des Heinrich Schneider und seiner Ehefrau, einer Schwedin, in St. Petersburg geboren. Der Vater hatte es als Direktor der Schuhfabrik Skorochod, der damals größten Schuhfabrik Europas, zu großem Wohlstand gebracht. Vor dem Ersten Weltkrieg war er kaiserlich-russischer Kommerzienrat und Multimillionär.
In seiner Kindheit wurde Schneider privat unterrichtet. 1897 wurde er nach Erfurt geschickt, wo er das Realgymnasium besuchte. Nach dem Abitur studierte Schneider Rechtswissenschaften an den Universitäten Göttingen (1904–1906), München (1904–1907) und Halle an der Saale (1906–1907). Das erste Staatsexamen legte er 1907 ab, das zweite folgte 1914. 1911 promovierte Schneider in Göttingen zum Dr. jur. 1912 heiratete er. Um 1912 gehörte er dem 1. Leib-Husaren-Regiments Nr. 1 in Danzig an, wo er den letzten preußischen und deutschen Kronprinzen Wilhelm kennenlernte.
1914 plante Schneider, sich als Vertreter des Norddeutschen Lloyds nach Buenos Aires einzuschiffen. Die Reise kam aber aufgrund des Beginns des Ersten Weltkriegs nicht mehr zustande. Stattdessen wurde er als Reserveoffizier reaktiviert und rückte zum 31. Juli 1914 erneut bei den Leibhusaren ein. Anschließend nahm er von 1914 bis 1918 mit dem Leib-Husaren-Regiment Nr. 1 und dem Landwehr-Infanterie-Regiment Nr. 21 am Krieg teil. Er wurde an der Ostfront eingesetzt und u. a. als Adjutant eines Bataillonskommandeurs verwendet. Im Krieg wurde Schneider mit dem Eisernen Kreuz beider Klassen ausgezeichnet und zum Oberleutnant befördert.

### Weimarer Republik und Zeit des Nationalsozialismus
Nach dem Krieg ließ Schneider sich als Rechtsanwalt in Erfurt nieder.
Politisch betätigte Schneider sich in der Deutschnationalen Volkspartei. Für diese saß er von Dezember 1924 bis Mai 1928 als Abgeordneter im Deutschen Reichstag, in dem er den Wahlkreis 12 (Thüringen) vertrat.
Die Weltwirtschaftskrise führte dazu, dass Schneiders bürgerliche Existenz 1931 zerbrach. Er siedelte daraufhin mit seiner Familie nach Berlin über.
1943 wurde er als Hauptmann der Reserve zum Wehrmachtführungsstab einberufen und dann als Hauptmann in einer Zweigstelle des OKW in Potsdam verwendet.

### Nachkriegszeit
1945 wurde Schneider von der US-Armee in Schongau verhaftet und, aufgrund seiner Stellung innerhalb der deutschen Armee, in „automatischen Arrest“ genommen.
In seinen letzten Lebensjahren lebte Schneider im Haus seiner Tochter und seines Schwiegersohns. Dort verfasste er um 1962 seine Lebenserinnerungen, die unveröffentlicht blieben.
Sein Sohn Wolf Schneider kennzeichnete ihn in einer kurzen biographischen Skizze als einen Mann, der „ein ziemlich interessanter Mensch mit einem typischen, nämlich ziemlich traurigen Leben“ gewesen sei, der, obschon „gescheit, hochgebildet, [und] mit Humor [begabt]“, „in der Mitte seines Lebens“ abgestürzt sei. Danach habe das Schicksal ihm jeden Versuch „verhagelt“, seine Talente noch einmal in Erfolge umzumünzen.

## Familie
Schneider heiratete am 17. Februar 1912 in Erfurt Annemarie Auguste Luise Beilschmidt (1891–1985). Aus der Ehe gingen zwei Söhne und zwei Töchter hervor. Der ältere Sohn Hans-Joachim (* 17. Februar 1917 in Danzig-Langfuhr) starb am 4. September 1933 im Haus der Familie in Berlin-Nikolassee durch Suizid. Der jüngere Sohn Wolf (1925–2022) wurde in der Nachkriegszeit als Journalist und Leiter der Henri-Nannen-Schule bekannt.

## Schriften
- Friedewirkung und Grundbesitz in Markt und Stadt. Heidelberg 1913 (auch als Dissertation erschienen Göttingen 1911).